# Seth Ablade
Seth Ablade (* 30. April 1983 in Accra) ist ein ehemaliger ghanaischer Fußballspieler und nunmehriger -trainer.

## Karriere

### Als Spieler
Ablade kam er im Januar 2000 nach Österreich zum Zweitligisten FC Kärnten. Sein Debüt in der zweiten Liga gab er im März 2000, als er am 22. Spieltag der Saison 1999/2000 gegen den VfB Admira Wacker Mödling in der 87. Minute für Thomas Frigård eingewechselt wurde. Bis Saisonende kam er zu drei Zweitligaeinsätzen für Kärnten.
Zur Saison 2000/01 wechselte Ablade auf Leihbasis zum Regionalligisten SVG Bleiburg. Im Januar 2003 wurde er bis zum Saisonende (ohne Kaufoption) nach Polen zum Erstligisten Polonia Warschau verliehen. Für Polonia kam er zu vier Einsätzen in der Ekstraklasa. Zur Saison 2003/04 wechselte er nach Albanien zum KF Elbasani. Im Sommer 2004 ging er nach Finnland zum Zweitligisten AC Oulu.
Zur Saison 2005 wechselte Ablade zum Erstligisten Kuopion PS. In Kuopio kam er in zwei Spielzeiten zu 37 Einsätzen in der Veikkausliiga, in denen er sechs Tore erzielte. In der Saison 2007 spielte er bei Oulun Palloseura, zur Saison 2008 wechselte er zu Oulun Rotuaarin Pallo, wo er nach der Saison 2015 auch seine Karriere als Aktiver beendete.

### Als Trainer
Ablade trainierte in der Saison 2015 Oulun Rotuaarin Pallo, wo er zu jenem Zeitpunkt auch als Spieler aktiv war. Zur Saison 2016 übernahm er die U-19 des FC Jazz Pori. Nach drei Spielzeiten als Jugendtrainer wurde er zur Saison 2019 zum Cheftrainer der drittklassigen ersten Mannschaft befördert. Im August 2020 trennte sich Jazz von ihm.

## Familie
Sein Sohn ist der finnische Nachwuchsnationalspieler und Fußballprofi Terry Ablade (* 2001).